# Ace Attorney
Ace Attorney, conocido en Japón como Gyakuten Saiban (逆転裁判?  lit. Giro en el juicio), es una saga de videojuegos perteneciente al género de aventura conversacional, creado por Shu Takumi y publicado por Capcom, en el que los jugadores asumen el papel de un abogado defensor en un tribunal de justicia ficticio, que se basa en el sistema legal japonés, el cual debe hacer que sus clientes sean declarados "no culpables" por medio de la investigación, la recogida de pruebas y los interrogatorios.
Hay en total diez entregas por el momento (sin contar recopilatorios ni "crossovers"), las tres primeras con el personaje de Phoenix Wright como protagonista, la cuarta con Apollo Justice, abogado defensor como aquel, y la quinta y sexta por ambos. En las dos entregas de la serie "Investigations", el protagonista es Miles Edgeworth, fiscal y rival de Wright en los títulos anteriores. En las dos entregas de la serie Dai Gyakuten Saiban el protagonista es Ryūnosuke Naruhodō, antepasado de Phoenix Wright, y transcurre a finales del siglo XIX.

## Juegos
Las tres primeras entregas de Phoenix Wright (Phoenix Wright: Ace Attorney, Phoenix Wright: Ace Attorney: Justice for All y Phoenix Wright: Ace Attorney: Trials and Tribulations), aparecieron inicialmente para Game Boy Advance solo en Japón en los años 2001, 2002 y 2004 respectivamente. Más tarde, en 2005, 2006 y 2007 respectivamente, estos juegos se adaptaron para Nintendo DS, aprovechando la pantalla táctil y el micrófono, además se lanzaron en Occidente, incluida España, siendo los juegos totalmente en español. La serie ha sido desarrollada para Nintendo DS a partir de cero desde el cuarto juego, Apollo Justice: Ace Attorney, en 2007.
En 2009 salió Ace Attorney Investigations: Miles Edgeworth para la Nintendo DS, un juego que cambió visualmente la parte de las investigaciones, ya que se puede controlar directamente al personaje, el fiscal Miles Edgeworth, protagonista de esta aventura, y la siguiente, que salió en 2011. Sin embargo, "Investigations" fue el primer juego para la DS en España que no estuvo oficialmente traducido al castellano, en tanto que la segunda parte de "Investigations", Gyakuten Kenji 2, solo apareció en Japón.
La quinta aventura de Phoenix Wright, Phoenix Wright: Ace Attorney - Dual Destinies, fue lanzada el 25 de julio de 2013 en Japón y su lanzamiento en formato digital a través de Nintendo eShop para Europa y América fue el 24 de octubre de 2013, aunque solo está disponible en japonés e inglés. Apollo Justice y Athena Cykes, una nueva abogada con poderes especiales, se unen a Phoenix en esta aventura, que, además, es el primer título de la saga en aparecer para la nueva consola portátil Nintendo 3DS.
En marzo de 2014 apareció en EE. UU. y Europa, El profesor Layton vs. Phoenix Wright: Ace Attorney, un "crossover" en el que Phoenix Wright comparte aventuras con el profesor Hershel Layton, protagonista de la saga de juegos El profesor Layton. En Japón había aparecido en 2012. Fue lanzado para la Nintendo 3DS. Es el último juego hasta la fecha en estar en español en su edición española.
El 17 de abril de 2014, apareció en Japón una recopilación de las tres primeras entregas de Phoenix Wright, Phoenix Wright: Ace Attorney Trilogy para la Nintendo 3DS, que es una conversión de las versiones de Nintendo DS aunque con calidad de imagen mejorada y efecto estereoscópico 3D. En Europa y EE. UU. salió el día 11 de diciembre de 2014, aunque solo lo hizo en formato digital para descarga a través de Nintendo eShop y solamente disponible en inglés.
El 9 de julio de 2015 se lanzó en Japón The Great Ace Attorney: Adventures (大逆転裁判　－成歩堂龍ノ介の冒険－ Dai Gyakuten Saiban -Naruhodō Ryūnosuke no Bōken-?). El juego se desarrolla a finales del siglo XIX, donde un antepasado de Phoenix Wright, Ryunosuke Naruhodu, se encuentra con el famoso Herlock Sholmes para investigar una serie de casos. 
Su secuela, The Great Ace Attorney 2: Resolve (大逆転裁判２　－成歩堂龍ノ介の覺悟－ Dai Gyakuten Saiban 2 -Naruhodō Ryūnosuke no Kakugo-?) fue anunciada el 3 de agosto de 2017 también en Japón. Ambos juegos fueron posteriormente lanzados para todo el mundo el 27 de julio de 2021, con localización al inglés, como el recopilatorio The Great Ace Attorney Chronicles, para Steam, PS4 y Nintendo Switch.
Una sexta entrega de la serie principal, titulada Phoenix Wright: Ace Attorney − Spirit of Justice, se anunció en Japón el 1 de septiembre de 2015. En Europa salió a la venta el 8 de septiembre de 2016. Esta nueva aventura se desarrolla en el Reino de Khura'in, y tanto Apollo Justice como Athena Cykes acompañan a Phoenix en el juego, además, Maya Fey regresa a esta nueva aventura para acompañar a Wright como ya hiciera en la trilogía original. Al igual que con Dual Destinies, solo existe lanzamiento en formato digital a través de Nintendo eShop para Europa y Norteamérica, además de estar solo en inglés.
| Saga                   | Título                                                      | Consolas (*)                                                  | Fecha de lanzamiento en Europa        |
| ---------------------- | ----------------------------------------------------------- | ------------------------------------------------------------- | ------------------------------------- |
| Phoenix Wright         | Phoenix Wright: Ace Attorney (*)                            | Game Boy Advance y Nintendo DS                                | 8 de marzo de 2006                    |
| Phoenix Wright         | Phoenix Wright: Ace Attorney: Justice for All (*)           | Game Boy Advance y Nintendo DS                                | 16 de marzo de 2007                   |
| Phoenix Wright         | Phoenix Wright: Ace Attorney: Trials and Tribulations (*)   | Game Boy Advance y Nintendo DS                                | 3 de octubre de 2008                  |
| Phoenix Wright         | Phoenix Wright: Ace Attorney - Dual Destinies (*) (**)      | Nintendo 3DS                                                  | 24 de octubre de 2013                 |
| Phoenix Wright         | Phoenix Wright: Ace Attorney − Spirit of Justice (*) (**)   | Nintendo 3DS                                                  | 8 de septiembre de 2016               |
| Apollo Justice         | Apollo Justice: Ace Attorney (*)                            | Nintendo DS                                                   | 9 de mayo de 2008                     |
| Investigations         | Ace Attorney Investigations: Miles Edgeworth (*) (**)       | Nintendo DS                                                   | 19 de febrero de 2010                 |
| Investigations         | Ace Attorney Investigations 2: Prosecutor's Gambit (*) (**) | Nintendo DS                                                   | 11 de febrero de 2011 (Sólo en Japón) |
| The Great Ace Attorney | The Great Ace Attorney: Adventures (*) (**)                 | Nintendo 3DS                                                  | 9 de julio de 2015 (Sólo en Japón)    |
| The Great Ace Attorney | The Great Ace Attorney 2: Resolve (*) (**)                  | Nintendo 3DS                                                  | 3 de agosto de 2017 (Sólo en Japón)   |
| Crossover              | El profesor Layton vs. Phoenix Wright: Ace Attorney         | Nintendo 3DS                                                  | 28 de marzo de 2014                   |
| Recopilatorio          | Phoenix Wright: Ace Attorney Trilogy (**)                   | Nintendo 3DS, Steam, Nintendo Switch, PlayStation 4, Xbox One | 11 de diciembre de 2014               |
| Recopilatorio          | Phoenix Wright: Ace Attorney Trilogy HD (**)                | iOS                                                           | 30 de mayo de 2013                    |
| Recopilatorio          | The Great Ace Attorney Chronicles (**)                      | Steam, Nintendo Switch, PlayStation 4                         | 27 de julio de 2021                   |
| Recopilatorio          | Apollo Justice: Ace Attorney Trilogy (**)                   | Steam, Nintendo Switch, PlayStation 4, Xbox One               | 25 de enero de 2024                   |
| Recopilatorio          | Ace Attorney Investigations Collection (**)                 | Steam, Nintendo Switch, PlayStation 4, Xbox One               | 6 de septiembre de 2024               |

* Algunos juegos también han salido para otras plataformas como iPhone, Android o Windows.
** Solo salieron versiones en japonés e inglés, y en el caso de Gyakuten Kenji 2, solo en japonés.

## Contenido

### Personajes
La historia se desarrolla actualmente en el año 2028, año en el que transcurre el último juego aparecido hasta la fecha, Phoenix Wright: Ace Attorney − Spirit of Justice.

#### Principales
Estos personajes son controlables en algún momento. Phoenix Wright, Miles Edgeworth y Apollo Justice son los protagonistas de sus propias sagas de juegos dentro de Ace Attorney. Mia Fey y Athena Cykes se pueden controlar en un par de casos, además de acompañar a los protagonistas durante casi todo el tiempo. Maya Fey solo se controla brevemente en un caso, pero es la ayudante y asistente de Phoenix en toda la trilogía principal de Phoenix Wright.
- Phoenix Wright (成歩堂 龍一 Ryuuichi Naruhodou?): (nacido en 1992) Abogado defensor, jefe de la Wright Anything Agency (antes llamada también Agencia de Talentos Wright y Bufete Wright & Co.) y protagonista de la saga "Ace Attorney". Antiguo estudiante de arte en la universidad, Wright quedó impresionado en la escuela al ver a su amigo Miles Edgeworth defenderle después de ser acusado de un robo que no cometió. Fue en el cuarto curso, donde también hizo amistad con el alocado Larry Butz. Después de que Miles se fuese a estudiar a otro colegio, Phoenix decidió hacerse abogado para encontrarse con él una vez más y fue a prepararse al Bufete Fey & Co. bajo la tutela de Mia Fey, joven abogada que lo defendió en un proceso años atrás. Después del asesinato de su jefa, Phoenix se encargó del bufete junto a la hermana pequeña de Mia, Maya Fey, que se convirtió en su ayudante durante tres años. Después de esos tres años ejerciendo la profesión, su licencia fue revocada debido a una trampa que le tendieron con una prueba falsa, y quedó desempleado. Pasó los siguientes 7 años sobreviviendo como pianista frustrado y jugador de póquer, al mismo tiempo que buscaba pistas para resolver el caso que le costó su trabajo. Finalmente, después de mucho investigar, cuando logró recuperar su licencia de abogado y limpiar su nombre, retomó el bufete y volvió a ejercer la abogacía. Actualmente, se dedica a supervisar a sus dos empleados y pupilos: Apollo Justice y Athena Cykes, y a trabajar como abogado defensor principal, a la vez que cuida de su hija adoptiva Trucy. Es bastante inteligente, determinado, y un poco sarcástico cuando habla para sí mismo. Posee un objeto especial otorgado por Maya, un Magatama, que le permite ver si una persona esconde secretos en su interior, y lo usa para desbloquear estos secretos con las pruebas necesarias para hacerlo. Tiene un característico "pelo-pincho", que provoca las burlas tanto de los testigos como de los acusados.

- Mia Fey (綾里 千尋 Chihiro Ayasato?): (nacida en 1989 y fallecida en 2016) Abogada defensora, jefa del Bufete Fey & Co. y mentora de Phoenix Wright. Nacida en la familia Fey, es la hija mayor de Misty Fey, poderosa maestra de la técnica de canalización Kurain, y sobrina de Morgan Fey, hermana mayor de Misty y menos poderosa que ella, lo cual la convirtió en una persona llena de odio y envidia. Después de la desaparición de su madre en un incidente judicial, Mia decidió dejar la aldea Kurain para dedicarse a la abogacía con el objetivo de limpiar el nombre de su madre atrapando al culpable de su desaparición. Se unió al Bufete Grossberg del prestigioso abogado Marvin Grossberg, donde también conoció al talentoso pero arrogante Diego Armando, con el que inició una relación que se vio interrumpida cuando Diego fue envenenado y cayó en coma. Trabajó con Grossberg por un tiempo antes de, finalmente, crear su propio bufete de abogados donde contrató a Phoenix Wright; con el tiempo, llegó a considerarse como la mejor abogada defensora del momento, debido a que si ella creía en la inocencia de su cliente, trabajaría hasta el final para demostrarlo. Pero cuando se acercó demasiado a encontrar la verdad acerca del caso que involucraba a su madre, fue asesinada en su propia oficina. Sin embargo, al ser miembro de la familia Fey, su espíritu volvía por medio de su hermana pequeña Maya o de su prima Pearl para ayudar a Phoenix en sus casos. Después de que el caso más importante de su carrera fuera resuelto y el nombre de su familia fuera limpiado, sabiendo que Phoenix ya era un abogado completo capaz de encargarse por sí solo de sus problemas y de sus casos, el espíritu de Mia decidió finalmente dejar a Phoenix y se fue a descansar en paz.

- Miles Edgeworth (御剣 怜侍 Reiji Mitsurugi?): (nacido en 1992) Fiscal, rival de Phoenix Wright y protagonista de la saga spin-off "Ace Attorney Investigations". Fue a la escuela un año con Phoenix Wright y Larry Butz donde los conoció por primera vez pero se cambió de colegio después de un trágico caso que acabó con la vida de su padre, Gregory, un talentoso abogado defensor. Al principio de su carrera se hizo infame por el uso de trucos sucios que aprendió del fiscal Manfred von Karma, que lo tomó de aprendiz y casi de hijo adoptivo, para asegurarse que los sospechosos siempre resultasen culpables. Sin embargo, después de reencontrarse con su amigo de la infancia y rival en los tribunales Phoenix Wright, Edgeworth tuvo un cambio de parecer con respecto a los métodos de su maestro y finalmente se propuso seguir su propio camino en busca de la verdad. Después de varios años trabajando como fiscal, finalmente logró convertirse en el fiscal jefe. Es un hombre muy equilibrado, tranquilo, metódico y refinado, tiene un gusto especial por los pañuelos de cuello y es un gran fan de la serie juvenil El Samurái de Acero por su sentido de la justicia. Para su investigación usa sus habilidades de lógica, conectando incidentes relacionados para descubrir la verdad tras los hechos ocurridos en su caso y posteriormente al verdadero culpable, también usa su habilidad en el ajedrez para poder lograr que las personas le digan la información que quiere atacando con las preguntas correctas en el momento correcto. A pesar de su rivalidad con Phoenix Wright y las veces que se han enfrentado en los juzgados, son buenos amigos que se respetan mutuamente.

- Maya Fey (綾里 真宵 Mayoi Ayasato?): (nacida en 1999) Hermana pequeña de Mia Fey, aprendiz de médium, extrabajadora del Bufete Wright & Co. y la futura maestra de la técnica de canalización de la aldea Kurain. Nacida en la familia Fey, Maya aceptó su destino de volverse una médium y empezó a realizar su entrenamiento para poder un día tomar el lugar de su madre como maestra de su aldea. Tiempo después de que su hermana se fuera de su aldea, Maya la fue a visitar una noche solo para encontrarla muerta y, posteriormente, ser acusada de asesinarla. Maya tuvo que recurrir a Phoenix Wright para su defensa, aunque lo veía muy novato y esperaba que su abogado fuese Marvin Grossberg, que se negó por estar amenazado por las influencias del verdadero asesino. Después de quedar libre confió plenamente en Phoenix y decidió quedarse a trabajar con él en su bufete. Allí estuvo 3 años, participando y ayudando a Phoenix en varios casos importantes, algunos de ellos bastante dramáticos, pues fue injustamente juzgada de nuevo por un asesinato en la aldea Kurain, llegó a estar secuestrada y estuvo amenazada de muerte en dos ocasiones, una de ellas mientras entrenaba en el Templo Hazakura donde encontró la muerte su madre, que había aparecido después de 17 años. Maya salió indemne de todo ello gracias a Phoenix Wright con la inestimable ayuda de Miles Edgeworth. Tras los acontecimientos en el Templo Hazakura, ya con la reputación de su familia completamente limpia, finalmente decidió irse de vuelta a la aldea Kurain para terminar su entrenamiento y posteriormente tomar el puesto de maestra que estaba destinada a tener. Recientemente ha vuelto a encontrarse con Phoenix después de muchos años en los que apenas se vieron. Tiene un carácter impulsivo e infantil y le encantan las hamburguesas. A Phoenix le llama "Nick", porque se enteró de que su amigo Larry Butz le llamaba así y le gustó.

- Apollo Justice (王泥喜 法介 Odoroki Housuke?): (nacido en 2004) Abogado defensor y protagonista de la cuarta entrega de la saga. Apollo comenzó su carrera defendiendo al legendario abogado Phoenix Wright en la corte bajo la tutela de su maestro Kristoph Gavin. Después de una serie de eventos en ese juicio, Apollo se quedó sin trabajo pero Phoenix le ofreció un puesto en su bufete y desde entonces trabaja ahí como abogado defensor principal y también como tutor de su compañera más joven Athena Cykes. Es un poco malhumorado, tiene una voz muy potente que entrena cada día muy temprano y tiene el cabello con dos largas extensiones paradas en forma de antenas que logra con el uso de gel. Posee una habilidad especial que le permite leer los cambios sutiles en el lenguaje corporal y así exponer las mentiras de las personas a las que enfrenta, esta habilidad se manifiesta con mayor intensidad al usar su brazalete dorado, regalo de su madre.

- Athena Cykes (希月 心音 Kizuki Kokone?): (nacida en 2009) Abogada defensora que también tiene un título en psicología analítica. Nacida con un don muy especial que le permitía escuchar las emociones de otras personas, Athena paso su niñez atormentada por esta habilidad, por lo que su madre, una científica y psicóloga, dedicó toda su investigación para tratar de ayudar a su hija. Sin embargo, después de un trágico suceso, su madre fue asesinada y uno de sus pocos amigos fue injustamente sentenciado a la pena de muerte por este crimen. Afectada por este traumático suceso, Athena se trasladó a Europa a vivir con unos parientes. Pero después de un tiempo, finalmente decidió no dejar que este hecho destruyera su vida, por lo que se esmeró en sacar su título de abogada lo más rápido posible para poder encontrar al asesino de su madre y liberar a su amigo antes de que fuera demasiado tarde. Es muy energética, determinada y competitiva. Trabaja como abogada defensora principal pero también junto a Phoenix Wright y Apollo Justice como asistente. Posee un oído súper sensible que le permite distinguir las emociones de una persona en su voz, datos que puede poner en su computadora y analizarlos con su programa llamado Mood Matrix y distinguir emociones contradictorias. Además, cuenta con su inseparable Widget, un pequeño robot-colgante que lleva en el cuello, que es el encargado de abrir la computadora de Mood Matrix, además de expresar en voz alta los pensamientos de Athena, indiscreción que le ha causado algún que otro problema.

#### Otros personajes importantes
Estos personajes no se pueden controlar pero juegan un papel fundamental dentro de la historia.
- Pearl Fey (綾里 春美 Harumi Ayasato?): (nacida en 2009 / 2010) Prima de Maya y Mia, e hija pequeña de Morgan Fey. Tuvo una niñez bastante trágica. Sus padres se separaron siendo ella un bebé, debido a la obsesión de su madre por controlar el clan Fey. A los 8 años vio como encarcelaban a su madre por atentar contra la vida de Maya, futura maestra del clan en ausencia de su madre Misty, para que Pearl ocupara ese lugar. También encarcelaron y ejecutaron a su hermanastra Dahlia Hawthorne, una psicópata sin escrúpulos autora de numerosos crímenes. A su otra hermanastra, Iris, gemela de Dahlia, la detuvieron por delitos menores. Y, por último, también sufrió la muerte de su prima Mia y el secuestro, intento de asesinato y juicio injusto de Maya. Sin embargo, es muy buena y es bastante lista para su corta edad aunque apenas conoce mucho sobre lo que hay fuera de la Aldea Kurain. Sus poderes de canalización son más intensos que los de Maya, y, por eso, esta piensa que Pearl debería ser la próxima maestra de la aldea. Cree que Phoenix Wright y Maya están enamorados, y abofetea a Phoenix cada vez que le ve hablando con otra mujer. Siempre se refiere a Maya como "La mística" y a Phoenix como el "Sr. Nick", mientras que, al contrario, Maya la llama "Pearly" y Phoenix la llama "Pearls". Después de que su madre fuese encarcelada, Maya se hizo cargo de ella. Actualmente ha regresado brevemente a la Wright Anything Agency para visitar a Phoenix y poner "un poco de orden" en la oficina.

- Trucy Wright (成歩堂 みぬき Minuki Naruhodou?): (nacida en 2011) Hija adoptiva de Phoenix Wright, que la adoptó cuando su verdadero padre, Zak Gramarye, un mago de la legendaria saga de magos de la Compañía Gramarye, tuvo que desaparecer debido a que pesaba sobre él una acusación de asesinato que no cometió. Cuando iba a regresar a aclararlo todo y recuperar a su hija, fue asesinado. Trucy continuó bajo la tutela de Wright y sigue preparándose para ser maga. Acompañó a Apollo Justice en varios casos que resolvieron con éxito.

- Ema Skye (宝月 茜 Akane Houdzuki?): (nacida en 2001) Inspectora e investigadora experta en métodos científicos. Le apasiona la ciencia y su uso para ayudar a descubrir a los criminales, por eso estudió para entrar en la policía científica. Es la hermana pequeña de Lana Skye, antigua jefa de la oficina del fiscal. De jovencita, siendo aún estudiante, ayudó a Phoenix Wright en uno de sus casos más complicados, en el que la acusada era su hermana Lana. Aunque ésta resultó ser inocente del cargo de asesinato, tuvo que abandonar su carrera como fiscal jefe, debido a otro delito menor de ocultación de pruebas. Ema quedó agradecida para siempre a Phoenix. Nueve años más tarde, ya convertida en inspectora, su carácter alegre y apasionado cambió. Aun así, ayudó a Apollo Justice en varios casos, aunque esto fue más como agradecimiento a Wright por tratarse de su pupilo.

- Larry Butz (矢張 政志 Yahari Masashi?): (nacido en 1993) Amigo de la infancia de Phoenix Wright y Miles Edgeworth, que aparece por primera vez como el primer acusado de toda la saga. Fue acusado de asesinar a su exnovia, aunque Phoenix demuestra su inocencia y descubre al verdadero culpable. Posteriormente Larry aparece en el caso en que se juzga a Edgeworth como un vendedor de salchichas y con otra novia, teniendo un papel importante en este caso ya que consigue alargar el juicio a Edgeworth, evitando el veredicto de culpabilidad. Posteriormente aparece en el tercer juego como un vigilante y después como un pintor, cambiando su nombre a "Laurice Deauxnim". Es muy alocado y no tiene claro cuál es su sitio en la vida. Su fama de problemático y su facilidad de meterse en líos ha sido fuente de un chascarrillo sobre él desde los tiempos del colegio, que le define a la perfección: "Si algo huele mal, pregunta a Larry y él sabrá". A Phoenix le llama "Nick", nombre que también adoptó Maya Fey para referirse al abogado. También llama "Edgey" a Edgeworth.

- Dick Gumshoe (糸鋸 圭介 Keisuke Itonokogiri?): (nacido en 1986) Inspector del Departamento de Policía, de homicidios, que suele encargarse de las investigaciones iniciales. Es algo torpe, aunque tiene buen corazón y no duda en jugarse la vida para ayudar a resolver un caso. Franziska von Karma le puso durante un tiempo un chip de búsqueda en su chaqueta para tenerlo controlado. Se lleva bien con Miles Edgeworth, al que ayuda en sus investigaciones, y está enamorado de una chica que fue policía, llamada Maggey Byrde. Suele llamar a todo el mundo "amigo".

- Winston Payne (亜内 武文 Auchi Takefumi?): (nacido en 1964) Veterano fiscal con muy poco carisma, mucha arrogancia y, a veces, difícil de entender. Se le conocía como el "Asesino de novatos" debido a la victoria frente a estos en sus primeros casos. Sin embargo, fue derrotado por Mia Fey en su segundo caso. Es el primer fiscal al que el protagonista se enfrenta en los primeros cuatro juegos. Tiene un hermano más joven llamado Gaspen, también fiscal como él e igual de impopular.

- Manfred von Karma (狩魔 豪 Karuma Gou?): (nacido en 1951) Fue un veterano y talentoso fiscal, padre de Franziska von Karma. Tuvo un historial impecable de 40 años sin perder un solo juicio, no obstante, tenía un carácter altamente autoritario, arrogante y despótico. Tras la muerte de Gregory Edgeworth, padre de Miles, von Karma tomó a este bajo su tutela, enseñándole a cómo ser un buen fiscal. Aparece en el cuarto caso del primer juego. Después de ser encarcelado al revelarse sus crímenes, cometidos por su obsesión de ganar casos por todos los medios necesarios, no se sabe qué pasó con él exactamente. Se sospecha que se le aplicó la pena capital, aunque no está confirmado oficialmente.

- Franziska von Karma (狩魔冥 Karuma Mei?): (nacida en 1999) Hija del legendario fiscal Manfred von Karma, fue una niña prodigio y empezó a ser fiscal a los 13 años en Alemania, donde nació. Apareció para vengarse de Phoenix Wright por derrotar a su padre. Al igual que aquel, al principio, solo le importaba ganar los juicios por cualquier medio. Pero, a pesar de su antipatía y arrogancia, heredadas de su progenitor, Franziska es más sensible de lo que quiere aparentar. Acabó sintiendo cierto aprecio por Wright y Maya Fey, y los ayudó en varios casos en los que la vida de Maya corría peligro, hasta el punto de recibir un balazo cuando perseguía al secuestrador de aquella. También se la pudo ver rompiendo a llorar cuando se despidió de Miles Edgeworth en el aeropuerto desbordada por la presión que ella misma se autoinfligía para ser la mejor. Considera a Edgeworth como una especie de hermano pequeño (aunque él es mayor en edad). Tiene la costumbre de llamar a las personas por su nombre completo y, también, tiene un látigo que no duda en usar contra cualquiera tanto en los juicios como fuera de ellos. Salvo Edgeworth, Godot y la pequeña Pearl Fey, todo el mundo la teme.

- Godot (ゴドー Godot?): (nacido en 1985) Fiscal con apariencia misteriosa que lleva una máscara debido a una lesión en los ojos y tiene el pelo completamente blanco. En realidad, se trata del abogado Diego Armando (神乃木 荘龍 Souryuu Kaminogi?), compañero y novio de Mia Fey cuando ambos trabajaban en el Bufete Grossberg, que vio su vida truncada debido a un envenenamiento por parte de la criminal Dahlia Hawthorne. Por culpa de ese envenenamiento, tuvo que usar una máscara especial para poder ver y el pelo se le volvió blanco, además de estar cinco años en coma. Al despertar, se enteró de la muerte de su amada Mia, y decidió adoptar otra personalidad, la del misterioso fiscal Godot. Su objetivo a partir de entonces fue intentar sobrellevar su pena y proteger la vida de Maya Fey. Se enfrentó varias veces a Phoenix Wright, a quien consideraba, en principio, responsable de que Mia muriese (opinaba que Wright no la defendió de los peligros que, por su profesión, la acechaban). Le llamaba "Sr. Light" de manera despectiva. Es un compulsivo bebedor de café.

- Kay Faraday (一条 美雲 Ichijō Mikumo?): (nacida en 2002) Joven asistente de Miles Edgeworth en sus investigaciones. Se hace llamar la segunda Gran Ladrona Yatagarasu en honor a su fallecido padre, el fiscal Byrne Faraday, quien usaba esa personalidad a modo de justiciero enmascarado para "robar" la verdad a los criminales. Tiene un aparato, el Little Thief (Ladronzuelo), regalo de su padre, que utiliza para recrear escenas de un crimen a partir de las pruebas y testimonios que se van recabando en una investigación. Tiene una personalidad impetuosa, en marcado contraste con el carácter tranquilo y metódico de Edgeworth, aunque este profesa un gran aprecio hacia la joven. Además, ella le salvó la vida en una ocasión y le rescató de un secuestro en otra.

- Shi-Long Lang (狼 士龍 Shiryuu Rou?): (nacido en 1991/ 1992) Detective de la Interpol procedente de la República de Zheng Fa, y descendiente del filósofo Lang Zi, al que cita constantemente. Es rudo y tiene un carácter algo desagradable, lo que no le impide desarrollar eficazmente su trabajo. Chocaba constantemente con Miles Edgeworth debido a esa rudeza, aunque, trabajando en equipo, lograron arrestar al líder de la red de contrabando que llevaba años actuando en varias repúblicas de Europa. Su ayudante, Shih-na, resultó ser una espía de la red infiltrada. Físicamente, tiene aspecto de hombre lobo, y actúa como si lo fuera.

- Klavier Gavin (牙琉 響也 Kyouya Garyuu?): (nacido en 2002) Joven fiscal que también lidera una banda de rock llamada The Gavinners, cuyos miembros son fiscales, inspectores y policías. Es el hermano menor de un abogado de renombre llamado Kristoph Gavin. Con solo 17 años, derrotó a Phoenix Wright en el juicio donde el abogado perdió la licencia, debido a una prueba falsa que presentó sin saber que era falsa. Siete años más tarde, se enfrentó a Apollo Justice en varios casos que acabó perdiendo. En el último de ellos, su hermano Kristoph fue acusado de varios crímenes, entre ellos, proporcionar una prueba falsa a Phoenix Wright para quitarlo de la circulación. Actualmente, Klavier ha disuelto su banda musical debido a que un miembro del grupo resultó ser corrupto.

- Simon Blackquill (夕神 迅 Jin Yuugami?): (nacido en 1999) Joven fiscal que fue injustamente declarado culpable y encarcelado por un crimen que no cometió, e incluso ya tenía fecha para su ejecución. Esta mancha, junto con la pérdida de la licencia de abogacía de Phoenix Wright y la avalancha de casos en los que las pruebas falsificadas estaban a la orden del día, dieron lugar al inicio de la llamada "Edad oscura de la ley". Sin embargo, gracias a Wright y su equipo, y al fiscal jefe Miles Edgeworth, consiguió limpiar su nombre y ser un hombre libre de nuevo. Justo antes de que esto ocurriera, se le permitió ejercer como fiscal en varios casos contra los miembros de la Wright Anything Agency, los cuales perdió. Vive y actúa como un samurái, siguiendo su código a rajatabla.

- Nahyuta Sahdmadhi (ナユタ・サードマディ Nayuta Sādomadi?): (nacido en 2003) Joven fiscal del Reino Khura'in conocido a escala internacional. Apoya el gobierno del régimen Ga'ran en su país, a pesar de que su padre, Dhurke, es un rebelde que pretende acabar con el gobierno actual. Nahyuta es una persona profundamente religiosa, tranquila y metódica, aunque tiende a amenazar a sus rivales con referencias al Inframundo del que habla su religión.

- Rayfa Padma Khura'in (レイファ・パドマ・クライン Reifa Padoma Kurain?): (nacida en 2014/ 2015) Princesa del Reino Khura'in y heredera al trono de su madre, la reina Ga'ran. Tiene el poder de invocar la fuerza de la Sagrada Madre del Kurainismo con la "Danza de la Devoción", lo que le permite ver en forma de visiones los últimos instantes de las personas fallecidas. Esto actúa como la prueba decisiva en los juicios de ese país, y es una de las razones por las que lucha el revolucionario Dhurke, antiguo abogado. Rayfa tiene un carácter muy fuerte para una niña de su edad, y no duda en insultar a todo aquel que ponga en duda sus visiones o su poder.

- Juez (裁判長 Saibancho?): No se sabe su nombre ni su edad, pero es el juez de casi todos los casos. Es de avanzada edad, algo ingenuo y que no entiende todo a la primera. A pesar de que muchas veces se confunde durante un juicio, lo que suele llevar a situaciones cómicas, y suele cambiar rápidamente de parecer, siempre da un veredicto justo. Tiene un hermano, también juez, que aparece en Trials and Tribulations.

### Cronología
Relación de los casos y hechos relevantes. Se toma como referencia que el primer juego, Phoenix Wright: Ace Attorney, transcurre en el año 2016, y el último, Phoenix Wright: Ace Attorney − Spirit of Justice, transcurre en el 2028.
2000
- 24-25 de diciembre: "El caso heredado (2000)/ Incidente IS-7 (Investigación)".
- 26 de diciembre de 2000 - 28 de diciembre de 2000: "Incidente IS-7 (juicio inicial)".

2001
- En la escuela donde estudiaban el cuarto curso, Miles Edgeworth defendió a Phoenix Wright de un robo que no cometió. A partir de aquí Wright, Edgeworth y Larry Butz, que también defendió a Wright a pesar de que fue el verdadero ladrón (aunque la confesión llegó 15 años más tarde) se hicieron amigos. Solo tenían 9 años.
- 28 de diciembre: Incidente DL-6. Fue un caso que enfrentó al abogado Gregory Edgeworth, padre de Miles, con el fiscal Manfred von Karma. La policía pidió ayuda a una médium, Misty Fey, aunque su actuación fue de poca ayuda, aparentemente. Primera mancha en el impecable historial de Von Karma, debido a la labor de Gregory Edgeworth, que encontró varias irregularidades. Esto le costó la vida al abogado ese mismo año y marcó para siempre a su hijo Miles.

2009
- Incidente KG-8: caso que consistía en torno a una red de contrabando procedente de la República de Cohdopia. La señorita Cece Yew, única testigo en el caso que relacionaba los tratos entre dicha red de contrabando y las empresas del Grupo Amano, fue asesinada, y el sospechoso, Manny Coachen, resultó absuelto de todos los cargos.

2011
- 10 de septiembre: "Memorias de un caso". Caso que iba a suponer el debut en la acusación del joven fiscal Miles Edgeworth sustituyendo al fiscal Byrne Faraday, acusado en pleno juicio de ser el Gran Ladrón Yatagarasu, que, aparentemente, ordenó un asesinato durante el incidente KG-8 dos años atrás. Dicho debut no se produjo, ya que Faraday resultó asesinado junto al acusado, y Edgeworth tuvo que investigar las causas de los asesinatos, asistido por una jovencísima Franziska von Karma, hija de Manfred, ayudado también por el veterano detective Tyrell Badd. La hija de Faraday, la pequeña Kay, de tan solo 10 años, salió persiguiendo a la asesina de su padre, que resultó ser la abogada del juicio, Calisto Yew. Quedaron muchas dudas y puntos sin resolver, hasta que, en 2019, Edgeworth retomó la investigación.

2012
- 16 de febrero: "El origen del caso". Primer juicio de la abogada Mia Fey y del fiscal Miles Edgeworth. Mia fue asistida por su novio, el abogado Diego Armando, ambos miembros del Bufete Grossberg, cuyo director es el afamado Marvin Grossberg. No hubo veredicto pues el acusado, Terry Fawles, se suicidó para no delatar a la criminal Dahlia Hawthorne, de la que estaba enamorado. Mia Fey quedó traumatizada y no regresó a los juzgados hasta el año siguiente. Miles Edgeworth también resultó afectado por cómo terminó el juicio.
- 27 de agosto: Dahlia Hawthorne envenena a Diego Armando cuando este estaba a punto de descubrir su culpabilidad.

2013
- Se instaura la Ley de Juicios Rápidos.
- 11 de abril: "El caso recordado". Segundo caso de Mia Fey, asistida por Marvin Grossberg, en el que se juzga a un joven Phoenix Wright, con veredicto de "no culpable". Se le acusa de haber matado a un chico de la universidad con el que mantuvo una discusión acerca de su novia, Dahlia Hawthorne. Primera derrota del fiscal Winston Payne. Se demuestra la culpabilidad de la joven Dahlia Hawthorne, que es condenada por doble asesinato, y salen a la luz sus anteriores crímenes, todos relacionados entre sí: el robo a su padre de un diamante, falso secuestro para pedir rescate, el asesinato de su hermana Valerie, y sus intentos de asesinato a Phoenix Wright (su novio por aquel entonces) y al abogado Diego Armando 8 meses antes.

2014
- Septiembre: Incidente SL-9. Fue un caso en el que se vieron implicados muchas personas a causa de un asesino en serie, Joe Darke. La investigación, liderada por Bruce Goodman y su equipo: Angel Starr (investigadora), Jake Marshall (investigador) y Neil Marshall (fiscal), logró cerrar el caso, pero con muchos sacrificios. Todo el equipo era supervisado por Damon Gant y Lana Skye. La hermana pequeña de Lana, Ema, se vio implicada en el incidente, y este hecho cambió por completo la actitud y personalidad de Lana.

2016
- 3 de agosto: "El primer caso". Primer caso de Phoenix Wright, en el que se juzga a su amigo de la infancia Larry Butz. Wright es asistido por su jefa y mentora Mia Fey. El fiscal es Winston Payne.
- 5-8 de septiembre: "El caso de las hermanas". Segundo caso de Phoenix Wright. Muerte por asesinato de Mia Fey, de la cual es acusada su hermana pequeña, Maya Fey. Primer caso perdido del fiscal Miles Edgeworth. A partir de aquí, gracias al poder de canalización por medio de la técnica Kurain que posee la familia Fey, el espíritu de Mia aparecerá en varias ocasiones para ayudar a Phoenix Wright.
- 16-19 de octubre: "El caso del samurái". Tercer caso de Phoenix Wright, asistido por Maya Fey, contra Miles Edgeworth.
- 25-28 de diciembre: "El caso del adiós". Cuarto caso de Phoenix Wright, asistido por Maya Fey, en el que el acusado es Miles Edgeworth, y el fiscal es el legendario Manfred von Karma. Primer caso perdido de von Karma tras 40 años y posterior detención del fiscal debido a su culpabilidad en este caso y en el incidente DL-6, cuyos hechos quedan por fin aclarados. Maya Fey vuelve a la Aldea Kurain a seguir con su entrenamiento de médium.

2017
- 22-25 de febrero: "Alzarse de las cenizas". Quinto caso de Phoenix Wright, asistido por la joven Ema Skye, contra Miles Edgeworth, bastante afectado tras los sucesos ocurridos en el caso anterior. Resolución del incidente SL-9, en la que el jefe de policía Damon Gant es declarado culpable de asesinato, tras una dura batalla judicial en la que estaban involucradas las hermanas Lana y Ema Skye. Lana Skye resulta inocente del cargo de asesinato pero la comisión de delitos menores, obligada por Gant, supone el final de su carrera como fiscal. Poco después del juicio, Miles Edgeworth desaparece, dejando una nota de despedida muy ambigua, que Phoenix Wright interpreta como de suicidio. Wright queda resentido con él por esto.
- 16, 19-22 de junio: "Reunión y caso". Nuevo caso de Phoenix Wright, y primer enfrentamiento a la fiscal Franziska von Karma, hija de Manfred, que sufre su primera derrota. Morgan Fey, tía de Mia y Maya y madre de Pearl Fey, desea hacerse con el control del clan Fey, y quiere eliminar a la futura maestra, Maya. Es encarcelada por tramar un plan para inculpar a Maya de asesinato. Después de este caso, Maya Fey regresa al Bufete Wright & Co. acompañada de su prima Pearl, al entrar la madre de esta en prisión. Dahlia Hawthorne, hija también de Morgan Fey, habla en prisión con ella para tramar un nuevo plan contra Maya Fey.
- 8 de septiembre: "El caso perdido". Caso de Phoenix Wright, asistido en primer lugar por la acusada del caso, la joven oficial de policía Maggey Byrde, y por Maya Fey después. Se enfrenta a Winston Payne. En este caso Wright sufre de amnesia como consecuencia del ataque de uno de los testigos del caso, que resultó ser el culpable.
- 28-30 de diciembre: "El caso del circo". Caso de Phoenix Wright, asistido por Maya Fey, contra Franziska von Karma. Miles Edgeworth vuelve al país.

2018
- 20-23 de marzo: "Adiós, caso mío". Primer caso de Phoenix Wright contra Miles Edgeworth tras su regreso, que sustituye a última hora a Franziska von Karma porque resultó herida de bala por un asesino a sueldo durante la investigación inicial. Primer veredicto de culpabilidad a un cliente de Phoenix Wright, el actor Matt Engarde, quien planeó un asesinato y un secuestro contratando a un asesino a sueldo, el mismo que hirió a Franziska. La secuestrada fue Maya Fey que fue utilizada como chantaje hacia Wright si Engarde no resultaba absuelto. Se temió por su vida hasta el último segundo, cuando el asesino la liberó al descubrir que Engarde lo había traicionado. Tras este caso, Franziska volvió a Alemania. Miles Edgeworth no tardaría en volver a irse, esta vez quedando en contacto con Phoenix Wright y Larry Butz.
- 11-13 de octubre: "El caso robado". Dos juicios seguidos para Phoenix Wright, asistido por Maya Fey, con el misterioso fiscal enmascarado Godot en la acusación.
- 3-4 de diciembre: "Receta para un caso". Caso que enfrentó a Phoenix Wright, asistido por Maya Fey, y a Godot. Por estas fechas, Dahlia Hawthorne es ejecutada.

2019
- 7-10 de febrero: "Puente hacia el caso". Complicado caso de Phoenix Wright, que, por enfermedad, es sustituido como abogado defensor por Miles Edgeworth en la primera parte de la investigación y del juicio. También Franziska von Karma sustituyó a Godot como fiscal en esta primera parte. Todo el caso gira en torno al clan Fey, y los acontecimientos ocurren en el Templo Hazakura, lugar espiritual propicio para el entrenamiento de la canalización. La encarcelada Morgan Fey pretende acabar con su sobrina Maya, próxima maestra de canalización Kurain, y teje un diabólico plan en el que se ven envueltos Maya Fey, Pearl Fey, Dahlia Hawthorne (su espíritu) y Misty Fey, la madre de Mia y Maya, que aparece tras 17 años de ausencia (por el incidente DL-6). Sin embargo, la labor de Phoenix Wright, el detective Dick Gumshoe y los fiscales Miles Edgeworth, Franziska von Karma y Godot, echan abajo todo el entramado. Se descubre la verdadera historia del fiscal Godot, que resulta ser el abogado Diego Armando, envenenado 7 años antes. Aunque ayudó a salvar a Maya Fey, por un sentimiento de venganza contra Dahlia Hawthorne, la mujer que le arruinó la vida, acabó asesinando de manera accidental a Misty Fey. Poco tiempo después, Maya Fey se retira de nuevo a entrenar para ocupar el lugar que le corresponde por derecho como maestra. Desde entonces, se ha encontrado en muy contadas ocasiones con Phoenix Wright.
- 12 de marzo: "El caso aéreo". Comienza la investigación por parte de Miles Edgeworth de los hechos acontecidos 7 años atrás en relación con la red de contrabando de Cohdopia, ahora dividida en las repúblicas de Allehbast y Babahl. En este caso, Edgeworth, que regresaba en avión de un viaje, junto al detective Dick Gumshoe investigan el asesinato en pleno vuelo de un agente de la Interpol que iba tras la pista de la red de contrabando. Fue asesinado por una joven asistenta de vuelo.
- 13 de marzo: "El caso secuestrado". Justo después de resolver el caso anterior, Edgeworth es reclamado por Ernest Amano, presidente del Grupo Amano, para mediar en el secuestro de su hijo Lance en el parque de atracciones de Gatewater Land. Edgeworth se reencuentra con la joven Kay Faraday, autoproclamada nueva Gran Ladrona Yatagarasu, que en adelante se convertirá en su asistente. También aparece en la investigación el detective Shi-Long Lang.
- 14 de marzo: "El caso del visitante". Al llegar a su oficina tras dos días duros, Edgeworth se encuentra allí mismo con el cadáver de un detective que trabajaba con el fiscal Jacques Portsman. Este acusa a la joven Maggey Byrde, empleada de seguridad del edificio. Sin embargo, Edgeworth descubre fácilmente que el asesino es el propio Portsman.
- 14-15 de marzo: "El caso en llamas". Se pone punto final a la investigación de los días anteriores y del propio incidente KG-8. El gran trabajo en equipo de los fiscales Edgeworth y Franziska von Karma, los detectives Gumshoe, Lang y Badd, y la joven asistente Kay Faraday, echan abajo todo el entramado de la red de contrabando al detener al líder de la red, el embajador de Allehbast Quercus Alba. También estaban implicados Ernest Amano, el fiscal Portsman, la asistente de vuelo Cammy Meele, y la espía Shih-na, antigua ayudante del detective Lang, que resultó ser la abogada Calisto Yew. El nombre del fiscal Byrne Faraday queda limpio y el Gran Ladrón Yatagarasu se convierte en leyenda de alguien que ayuda a resolver casos. Tras estos hechos, la República de Cohdopia se reunificó.
- 25 de marzo: "El caso del objetivo".
- 27-29 de marzo: "El caso encarcelado".
- 2 de abril: "El caso heredado (2019)".
- 5-6 de abril: "El caso olvidado".
- 6 de abril: "El gran caso".
- 29 de abril: "El caso de la sucesión", primera parte. Último caso de Phoenix Wright durante 7 años, y primero del fiscal Klavier Gavin, hermano menor del abogado Kristoph Gavin. A Wright se le retira la licencia de abogado tras presentar por error una prueba falsificada. Phoenix Wright adopta a Trucy, la hija de su cliente Zak Gramarye, que escapó y se ocultó, y empieza a trabajar en un bar como pianista y jugador de póquer invicto. Al mismo tiempo, durante 7 años (hasta 2026), Wright también investiga y busca pruebas para desvelar el caso.

2020
- 7 de octubre: Incidente UR-1. Tiene lugar en la estación espacial GYAXA, donde la doctora en Psicología Metis Cykes, madre de Athena Cykes, es brutalmente asesinada. Se culpó de ello a Simon Blackquill, un joven fiscal que era pupilo de la doctora Cykes, de la que aprendió a usar la psicología en los juicios. La pequeña Athena quedó fuertemente traumatizada tras el suceso. La detención de Blackquill, la pérdida del distintivo de letrado de Phoenix Wright y la cantidad de casos donde predominaban pruebas falsificadas, dieron lugar al inicio de la «edad oscura de la ley».

2026
- 20 de abril: "El caso del triunfo". Primer juicio de Apollo Justice, asistido por su jefe y mentor Kristoph Gavin, con Phoenix Wright como acusado y Winston Payne de fiscal. La víctima es Zak Gramarye, un mago de la legendaria Compañía Gramarye, y antiguo cliente de Phoenix Wright. El culpable resultó ser Kristoph Gavin.
- 15-17 de junio: "El caso de la esquina". Segundo caso de Apollo Justice, asistido por Trucy Wright, con Klavier Gavin como fiscal.
- 7-10 de julio: "El caso de la serenata". Tercer caso de Apollo Justice, asistido por Trucy Wright, nuevamente contra Klavier Gavin.
- 7-8 de octubre: "El caso de la sucesión", segunda parte. Phoenix Wright logra que empiece a aplicarse el Jurado Popular en los tribunales, empezando por este caso para hacer las pruebas. En él, Apollo Justice recoge la información guardada por Wright en los últimos años para desenmascarar a Kristoph Gavin, que, entre otros crímenes, fue el responsable de que Phoenix Wright perdiera su distintivo de letrado.

2027
- 17-19 de abril: "El caso monstruoso". Caso de Apollo Justice, asistido por Athena Cykes, recién llegada a la Wright Anything Agency para formar parte del equipo de abogados. El fiscal es Simon Blackquill, que cumple condena por asesinato desde hace 7 años; aun así, se le permite ejercer como acusación.
- 20-22 de julio: "El caso reclamado". Primer caso de Phoenix Wright tras recuperar su licencia de abogado. Es un caso muy peculiar, donde todo sucede en un acuario. En la acusación, Simon Blackquill.
- 24-26 de octubre: "El caso de la facultad". Primer caso de Athena Cykes, asistida por Apollo Justice. Los hechos tienen lugar en la Themis Legal Academy, donde una profesora es asesinada, presuntamente por una estudiante amiga de Athena Cykes. De nuevo el fiscal es Simon Blackquill.
- 16-20 de diciembre: "El caso cósmico". Caso de Apollo Justice, asistido por Athena Cykes, en el que se juzga a un famoso astronauta por asesinato de un joven compañero y pupilo que, además, es amigo íntimo de Apollo Justice. Los hechos ocurren en la estación espacial GYAXA. Sin embargo, dura más de lo esperado, ya que ocurren varios acontecimientos importantes en esos días, y se entrelazan varios juicios relacionados entre sí. Una bomba fue colocada en la sala 4 del juzgado, que quedó totalmente arrasada.
- 17-18 de diciembre: "El caso de la cuenta atrás". Caso que comenzó Athena Cykes con el fiscal Gaspen Payne, hermano menor de Winston, en la acusación; aunque, apenas comenzado el juicio, Phoenix Wright toma las riendas de la defensa debido a que Athena no se encontraba en condiciones de continuar en ese momento. Se juzga de nuevo a la amiga de Athena Cykes, acusada de poner la bomba en una de las salas del juzgado. Por segunda vez es declarada "no culpable".
- 20 de diciembre: "El caso del futuro". Continuación del caso en la estación espacial en el que Phoenix Wright y su equipo, gracias a la ayuda del fiscal jefe Miles Edgeworth, esclarecen los hechos de hace 7 años y los de la actualidad, relacionados entre sí. Se descubre que un espía internacional (conocido como el Fantasma), infiltrado en la base espacial, fue el que asesinó a la doctora Cykes, además de colocar la bomba en el juzgado y de asesinar al joven astronauta amigo de Apollo Justice. Simon Blackquill es liberado y su nombre queda limpio. Termina la «edad oscura de la ley».

2028
- 24 de abril: "El caso extranjero". Caso que tiene lugar en el Reino de Khura'in, a donde Phoenix Wright acude para visitar a Maya Fey, después de años sin verse. En este caso, debe defender a Ahlbi Ur'gaid, un niño guía turístico acusado de asesinato. En la acusación se encuentra Gaspen Payne, que ahora es ciudadano de este país. Wright encontrará que la justicia en este país es bien distinta a la que él conoce. Además, conocerá a una niña con poderes especiales llamada Rayfa Padma Khura'in, la cual tendrá gran peso dentro de los juicios.
- 27-28 de abril: "El caso mágico". Caso de Apollo Justice, asistido por Athena Cykes, en el que debe defender a Trucy Wright, acusada falsamente de asesinato en relación con la legendaria Compañía Gramarye, de la que procede. En la acusación, un fiscal que está de visita procedente del Reino de Khura'in, Nahyuta Sahdmadhi, quien conoce a Apollo.
- 9-12 de mayo: "El caso del rito". Caso de Phoenix Wright en el que la acusada es Maya Fey, con quien se había reunido de nuevo en el Reino Khura'in. En la acusación, Nahyuta Sahdmadhi. Wright contará con la ayuda de una vieja amiga, la policía científica Ema Skye.
- 13 de mayo: "El caso del cuentacuentos". Caso de Athena Cykes, asistida por su amigo el fiscal Simon Blackquill, contra Nahyuta Sahdmadhi.
- 16-17 de mayo: "El caso de la revolución". Caso largo que comienza con un juicio civil, aparentemente insignificante, en el que se enfrentarán Apollo Justice y Phoenix Wright, el cual actúa bajo amenaza hacia la vida de Maya Fey. Después, la acción pasará al Reino de Khura'in donde Phoenix y su equipo, junto a Miles Edgeworth, se enfrentarán a la mismísima reina del país, que, bajo dulce apariencia, tiene sometido al país a una dictadura judicial terrible. Se descubrirá el pasado de Apollo Justice, su relación con Nahyuta y gran cantidad de cosas que harán que Apollo decida quedarse en el país, abandonando por un tiempo a su mentor Phoenix Wright y a su compañera Athena Cykes.
- 21-23 de septiembre: "El caso de la viajera del tiempo". De vuelta a casa, Phoenix Wright, asistido por Maya Fey, se enfrentará a Miles Edgeworth en un caso de asesinato. La encargada de las primeras investigaciones será de nuevo Ema Skye. Después de mucho tiempo ausente, reaparece Larry Butz, amigo de la infancia de Wright y Edgeworth, el cual ayudará a Wright en el caso. Tras la finalización del mismo, todos ellos son invitados a la boda de la acusada, ya absuelta. Es una celebración con sabor a nostalgia, ya que todos son viejos amigos y hacía mucho que no se reunían para festejar.

## Críticas
| Publicación     | Puntuación |
| --------------- | ---------- |
| Meristation     | 8 de 10    |
| Nintendo Acción | 90 de 100  |

| Phoenix Wright                          | Puntuación  |
| --------------------------------------- | ----------- |
| Phoenix Wright: Ace Attorney            | 8,9 de 10.0 |
| Phoenix Wright: Justice For All         | 7,7 de 10.0 |
| Phoenix Wright: Trials And Tribulations | 7,8 de 10.0 |

## Película
La película Phoenix Wright: Ace Attorney, dirigida por Takashi Miike y basada en el primer videojuego de la saga. Cuenta con los actores japoneses Hiroki Narimiya, Mirei Kiritani y Takumi Saito en el reparto. Se estrenó en el Festival Internacional de Cine de Róterdam el 1 de febrero de 2012 y llegó a la gran pantalla japonesa el 11 de febrero de 2012. En España fue licenciada por Selecta Visión, y se publicó el 11 de diciembre de 2012.

## Anime
Durante el Tokyo Game Show 2015 Capcom anunció que la saga Ace Attorney tendría adaptación al anime. Se estrenó en Japón el 2 de abril del 2016 y finalizó tras 24 episodios el 24 de septiembre de 2016. Ace Attorney cuenta con una segunda temporada que fue estrenada el 6 de octubre de 2018.